# Szczepanki (Rutki-Marszewice)
Szczepanki (Rutki-Szczepanki) – część wsi Rutki-Marszewice w Polsce, położona w województwie mazowieckim, w powiecie ciechanowskim, w gminie Ciechanów. Wchodzą w skład sołectwa Rutki-Marszewice.
W latach 1975–1998 Szczepanki administracyjnie należały do województwa ciechanowskiego.